# Пирани, Феликс
Фе́ликс Пира́ни (англ. Félix Arnold Edward Pirani; 2 февраля 1928, Лондон, Великобритания — 31 декабря 2015, там же) — британский физик, известный своими работами по общей теории относительности, глава релятивистской группы Кингс-колледжа Лондонского университета (1968—1983). Известен также левыми взглядами и борьбой за ядерное разоружение.
Наиболее известные научные результаты включают в себя работы по физическому смыслу тензора кривизны, гравитационным волнам и алгебраической классификации тензора Вейля, открытой им в 1957 году независимо от А. З. Петрова и называемой иногда классификацией Петрова — Пирани.

## Биография
Родился в Великобритании, в еврейской семье, ведущей своё происхождение из Пирана, однако уже его прадед, Джеймс Чарльз Коэн Пирани (англ. James Charles Cohen Pirani) родился в 1817 году в Бирмингеме. Его свадьба с Абигейл Дэвис (1821—1897) в 1842 году стала первым еврейским бракосочетанием в Лидсе. Затем он эмигрировал с семьёй в Австралию и прибыл в залив Хобсон под Мельбурном 20 февраля 1858 года. Один из его племянников, Фредерик Пирани (1858—1926), стал известным новозеландским политиком. Дед Феликса — Сэмюэл Габриэл Пирани (англ. Samuel Gabriel Pirani, 1853, Лидс или Уорик — 1930, Мельбурн), был правоведом, автором аннотированного «Consolidated Index of Cases Judicially Noticed in the High Court of Australia: 1903—1913».
Отец Феликса, Макс Габриэл Пирани (1898, Сент-Килда (Виктория), Мельбурн — 1975, Лондон), был известным пианистом; мать, Лейла Даблдэй (1893—1985), — скрипачкой. В 1923 году отец организовал «The Pirani Trio», в котором играла его жена и виолончелист Чарльз Гамбург. Впоследствии Лейла Пирани стала автором книг и ряда музыкальных произведений для детей и юношества.
Учился в частной школе Короля Альфреда в районе Голдерс-Грин. В 1940—1941 годах жил с родителями в Канаде, затем некоторое время в Мельбурне и Новой Зеландии; в конце 1941 года семья возвратилась в Ванкувер. Здесь он окончил среднюю школу Lord Byng и поступил в Университет Британской Колумбии. После второго курса переехал с родителями в Лондон в провинции Онтарио, где его отец открыл частную музыкальную школу.
С 1944 года учился в Университете Западного Онтарио, специализируясь в физике и математике, затем в Торонтском университете (1949). Первую диссертацию, D. Sc., посвящённую квантованию гравитационного поля, защитил под руководством Альфреда Шильда в Университете Карнеги — Меллон в 1951 году, вторую, Ph. D. «Релятивистские основы механики» (англ. The Relativistic Basis Of Mechanics) — в 1956 году у Германа Бонди в Кембриджском университете. Обучался в постдокторантуре у Эрвина Шрёдингера и Джона Синга в Дублине и Брайса Девитта в Университете Северной Каролины в Чапел-Хилл.
С 1958 года работал в лондонском Кингс-колледже в группе релятивистов Германа Бонди. С 1968 года Пирани возглавил группу в качестве профессора (после ухода Бонди из университета на место директора в Европейское космическое агентство). Он ушёл в отставку в 1983 году, в разгар кампании Тэтчер против университетов, подготовив за время работы около дюжины аспирантов, включая Питера Шекереса.
Пирани был политически активен, участвуя в левом движении и выступая против использования науки в военных целях (например, в рамках Кампании за ядерное разоружение), входил в Британское общество за социальную ответственность в науке.
Помимо научной деятельности, Пирани занимался и популяризацией науки. Ещё в 1958 году он выступил автором существенной переработки и дополнения новым материалом книги Бертрана Рассела «ABC of Relativity» (Азы теории относительности), затем несколько раз переиздававшейся, а после выхода в отставку его активность на этом поприще увеличилась — самой заметной публикацией стала «L’Astronomie sans aspirine» (Астрономия без аспирина).
Феликс Пирани также является автором нескольких детских книг, протагонистом части которых выступает независимая девочка Абигейл, названная так в честь дочери Феликса и разделяющая с автором его смелость и нетерпимость к глупцам. Одна из этих книг, «Abigail at the Beach» (Абигейл на пляже), даже разбиралась в парламенте, тогда контролировавшемся консерваторами, на предмет возможного избыточного насилия — Абигейл, защищая возведённый ею песчаный замок, говорит хулигану, собирающемуся его разрушить: «Я скажу папе, и он тебе все руки переломает и велосипед в клочки раздерёт. Он у меня в секретной службе работает» (англ. I’ll get my daddy to break both your arms and frazzle your bike. He’s in the Secret Service.), — что вызвало гордость Пирани. В последние годы жизни он также увлёкся (и не без успеха) скульптурой и составлением мозаик.

### Вклад в науку
Наиболее известны работы Пирани по гравитационному излучению и алгебраической классификации гравитационных полей.
В начале 1950-х годов состояние проблемы гравитационного излучения было весьма неясным. Существовала поддерживавшаяся крупными релятивистами той поры, например, Натаном Розеном и Леопольдом Инфельдом, точка зрения, что гравитационные волны представляют собой артефакт используемых для их описания координатных систем, и, следовательно, не существуют или, в более мягком варианте, не испускаются движущимися под действием только гравитации телами. Первое точное решение для плоской гравитационной волны нашёл Пирани в соавторстве с Германом Бонди и Айвором Робинсоном в 1956—1957 годах.
В 1957 году на гравитационной конференции в Чапел-Хилл, Северная Каролина, используя математические инструменты, разработанные Джоном Сингом, Алексеем Петровым и Андре Лихнеровичем, Пирани ясно показал центральную роль, которую играет тензор кривизны в общей теории относительности, впервые корректно описав относительное (приливное) ускорение, которое испытывают изначально покоившиеся друг относительно друга свободно падающие тела при прохождении гравитационной волны. На основании этого описания Ричард Фейнман на той же конференции предложил свой знаменитый «аргумент о палочке», на взгляд мейнстрима релятивистов поставивший точку в дискуссии о реальном существовании гравитационных волн: так как бусины, с трением движущиеся по направляющей-палке, при прохождении гравитационной волны через систему будут двигаться по палке туда-сюда, то они будут производить механическую работу и тепло, так что гравитационные волны существуют, могут переносить энергию и могут быть зафиксированы.
Интенсивная работа над алгебраической классификацией гравитационных полей, найденной Пирани в 1957 году независимо от Петрова, сильно захватила его, приведя к тому, что он несколько месяцев работал над ней по 14 часов в сутки. В 1960—1970-х годах Пирани несколько отошёл от работы в области гравитационной физики, так как она казалась ему всё более отрывавшейся от эксперимента дисциплиной (в особенности ему не нравились чёрные дыры и он надеялся — напрасно — что их исследования покажут их неправдоподобие), и занялся приложениями дифференциальной геометрии, в частности, преобразованиями Бэклунда и физикой солитонов. Тем не менее, в 1972 году совместно с Альфредом Шильдом и Юргеном Элерсом он написал классическую работу о восстановлении метрики пространства-времени из известных результатов движения пробных частиц в нём.
Также Пирани и Шильд в начале 1950-х годов заложили фундамент направления канонического квантования общей теории относительности.
Совместно с Майклом Крэмпином (англ. Michael Crampin) Пирани являлся автором книги о прикладной дифференциальной геометрии.

## Семья
Пирани был дважды женат и дважды разводился. Первой женой с 1953 года была Александра (Аликс) Ли (англ. Alix Lee, род. 1929), психотерапевт-юнгианец. У них родились дети:
- Абигейл (1955);
- Саймон (1957), старший научный сотрудник Оксфордского института энергетических исследований (The Oxford Institute for Energy Studies), левый активист, автор ряда научных трудов по современной истории СССР и России[Прим. 4][17];
- Адам (1963), финансовый аналитик.

Вторая жена — Дина Гехт (англ. Dina Hecht). После развода с ней он долгое время состоял в гражданском браке с Мартой Монтелони (итал. Marta Monteloni) и воспитывал двух пасынков Микеле и Анджело (итал. Michele, Angelo). Марта умерла в 2005, и после неё Феликс сошёлся с Джулией Веллакотт (англ. Julia Vellacott), пережившей его.

## Признание
- Объёмные волны Бонди — Пирани — Робинсона
- Классификация Петрова — Пирани
- Условие Пирани[20] (также Матиссона — Пирани[21], Френкеля — Пирани[22] или Френкеля — Матиссона — Пирани[23]) — один из вариантов описания собственного момента импульса вращающихся тел в общей теории относительности[24]